# Drácula II. El destino de los Harker

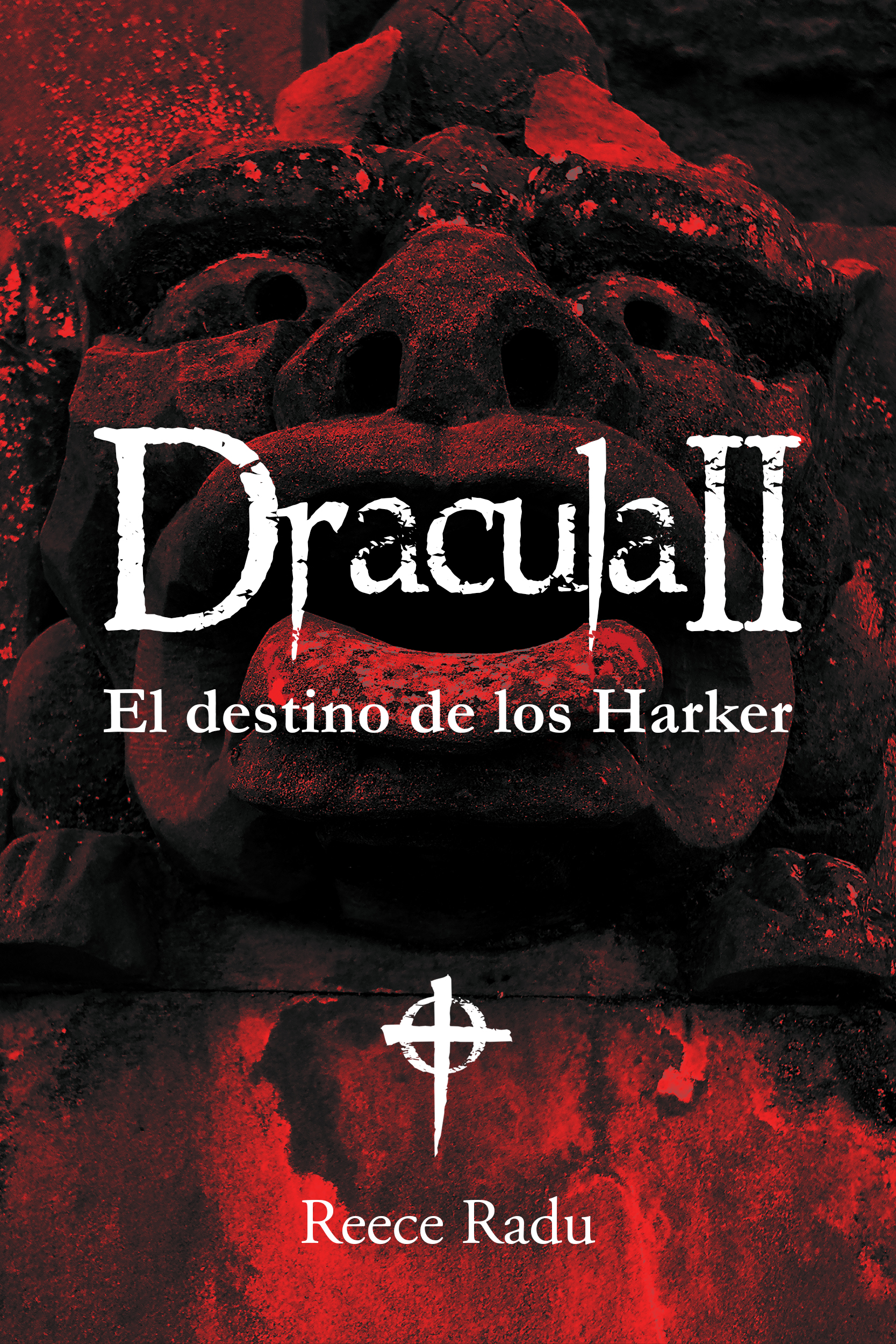
Portada de la primera edición de marzo de 2021 de "Drácula II. El destino de los Harker".

"Drácula II. El destino de los Harker", es una novela del autor de origen inglés, Reece Radu, publicada en marzo de 2021. El relato engloba toda una serie de géneros tales como: novela histórica, de terror, religiosa, romántica, de viajes, y filosófica, y es una continuación de la obra de Bram Stoker, Drácula escrita en 1897. Conservando el estilo epistolar de ésta, traza una trama en la cual toda una serie de personajes de la obra de Stoker volverán a la vida en un nuevo encuentro, que los conducirá a un mundo habitado por terribles criaturas de la noche. La novela intenta rescatar un estilo antiguo de escritura acercándose a la literatura de Shelley, Poe, Stevenson, Wilde o el mismo Stoker, y posee un marcado vínculo con ese pasado literario, desmarcándose en cierta forma de las tendencias actuales.  

## Sinopsis
Según una noticia del Hurriyet Daily News, en 2014 se descubrieron unos misteriosos túneles en la zona subterránea del castillo de Tokat, en Turquía. Esto podría no haber tenido mayor relevancia para Peter, de no ser por el hecho de que una vieja carta con más de cien años del cofre legado por sus tatarabuelos, Jonathan y Wilhelmina, explicaba una historia en la cual aparecían referencias a esos túneles, descubiertos apenas hacía unos meses, 115 años después de aquella carta... ¿Cómo era esto posible?